# さかなの会
一般社団法人さかなの会（いっぱんしゃだんほうじんさかなのかい）は、「魚を食べることが好き」という人のためのコミュニティを運営する一般社団法人。

## 解説
魚好きにとって居心地がよい場を提供し、食べる魚に関して「広い」「深い」「ゆるい」で日本一のコミュニティを目指し活動を行う。活動内容は主に魚に関するイベントやセミナーの企画・開催、魚に関するレシピ作成やメディア情報発信。
2006年より任意団体である「魚楽団体さかなの会運営委員会」が運営を行っていたが、2023年3月「一般社団法人さかなの会」の法人登記を行う。

## 組織
- 理事長　代表：ながさき　一生（おさかなコーディネータ）
- 理事　副代表：青木　宏樹（生き物コンサルタント）
- 副代表：石田　遥祐（邪悪な料理研究家）